# Muraj (Krk)
Muraj (talijanski, dalmatski: Valdimaùr, Murai di Veglia, Vallio di Murco) je zaseok naselja Kornić, koji je pak samo četvrt grada Krka u Primorsko-goranskoj županiji, na otoku Krku .

## Odlike
Muraj se nalazi na brdu iznad naselja Kornić, na cesti Punat – Muraj – Lakmartin - Krka. Muraj je udaljen od Kornića svega 1 km, tako da je danas gotovo spojen s tim krčkim naseljem. U prošlosti je bio selo, danas je to naselje vikendica, sa svega 11 stalnih stanovnika. Ljeti Muraj oživi, do mora ima 2,2 km, površina sela je 8,80 km2. Najbolje godine Muraja bile su 1900-te, tad je selo imalo 70 stanovnika.
Muraj je udaljen je 1,1 km od Lakmartina, 2,2 km od mora, 6,6 od Krka, te 5,4 km od Punta .

## Stanovništvo
| broj stanovnika | 54    | 59    | 54    | 59    | 70    | 79    | 83    | 65    | 47    | 45    | 34    | 23    | 13    | 10    | 11    | 42    | 69    |
|                 | 1857. | 1869. | 1880. | 1890. | 1900. | 1910. | 1921. | 1931. | 1948. | 1953. | 1961. | 1971. | 1981. | 1991. | 2001. | 2011. | 2021. |